# Grace Brown
Grace Lowden Brown OAM (* 7. Juli 1992 in Camperdown) ist eine ehemalige australische Radsportlerin. 2024 wurde sie Olympiasiegerin und Weltmeisterin im Zeitfahren.

## Sportliche Laufbahn
Grace Brown begann ihre sportliche Laufbahn als Läuferin. Da sie oft Probleme mit Verletzungen hatte, überzeugte ihr Vater sie, in den Radsport zu wechseln. 2016 nahm sie erstmals an einem Rennen teil. 2017 hatte sie ihre ersten Erfolge, als sie etwa im Straßenrennen der Ozeanienmeisterschaften Platz fünf und bei Open de Suède Vårgårda mit der australischen Nationalmannschaft Platz elf im Mannschaftszeitfahren belegte. Bis zum Mai 2018 startete sie für die Renngemeinschaft Holden Team Gusto Racing. Anschließend fuhr sie im Rahmen der Amy Gillett Scholarship bis zu dessen Auflösung im selben Jahr für das Team Wiggle High5.
2018 gewann Brown das Straßenrennen der Ozeanienmeisterschaften, im Einzelzeitfahren belegte sie Rang zwei. Bei der australischen Straßenmeisterschaft wurde sie Dritte. 2019 erhielt sie einen Vertrag bei Mitchelton Scott. Im Januar desselben Jahres wurde sie australische Meisterin im Einzelzeitfahren und gewann wenig später eine Etappe der Santos Women’s Tour. 2020 gewann sie den Pfeil von Brabant. 2021 entschied sie das Classic Brugge-De Panne und eine Etappe Vuelta a Burgos Feminas für sich. Im selben Jahr startete sie bei den Olympischen Spielen in Tokio und belegte im Einzelzeitfahren Platz vier.
Brown wechselte 2022 zu FDJ Nouvelle-Aquitaine Futuroscope. Sie etablierte sich in der Folge als eine der besten Zeitfahrerinnen der Welt und war in dieser Disziplin zweimal (2022, 2023) Vizeweltmeisterin, dreimal in Folge australische Meisterin, Siegerin im Einzelzeitfahren der Frauen bei den Commonwealth Games 2022 und in einer Zeitfahretappe der Tour of Scandinavia. Zum Saisonbeginn 2023 gewann sie die Abschlussetappe und die Gesamtwertung des WorldTour-Rennens Women’s Tour Down Under. Mit Lüttich–Bastogne–Lüttich gewann sie 2024 ein großes Eintagesrennen der UCI Women’s WorldTour, in dem sie schon zuvor zweimal (2020, 2022) den zweiten Platz errungen hatte.
Im Juni 2024 kündigte Brown ihren Rücktritt zum Jahresende an. Einen Monat später gewann sie bei den Olympischen Spielen mit großem Vorsprung das Einzelzeitfahren der Frauen, im September auch das der Weltmeisterschaften. Wenige Wochen darauf schloss sie ihre Karriere mit einem Sieg in der Chrono des Nations ab.
Für ihre Verdienste um den Sport als Goldmedaillengewinnerin bei den Olympischen Spielen 2024 in Paris wurde sie 2015 mit der Medaille des Order of Australia ausgezeichnet.

## Erfolge
2018
- Ozeanienmeisterin – Straßenrennen
- Ozeanienmeisterschaft – Einzelzeitfahren

2019
- eine Etappe Santos Women’s Tour
- Australische Meisterin – Einzelzeitfahren

2020
- Pfeil von Brabant

2021
- Classic Brugge-De Panne
- eine Etappe Vuelta a Burgos Feminas

2022
- Australische Meisterin – Einzelzeitfahren
- eine Etappe The Women’s Tour
- Commonwealth Games – Einzelzeitfahren
- La Périgord Ladies
- eine Etappe Ceratizit Challenge
- Weltmeisterschaft – Einzelzeitfahren

2023
- Australische Meisterin – Einzelzeitfahren
- Gesamtwertung, eine Etappe und Punktewertung Women’s Tour Down Under
- Grand Prix du Morbihan Féminin
- Gesamtwertung und eine Etappe Tour de Bretagne Féminin
- Weltmeisterschaft – Einzelzeitfahren
- eine Etappe Tour of Scandinavia

2024
- Australische Meisterin – Einzelzeitfahren
- Lüttich–Bastogne–Lüttich
- Gesamtwertung und zwei Etappen Tour de Bretagne Féminin
- Olympische Spiele – Einzelzeitfahren
- Weltmeisterin – Einzelzeitfahren, Mixed-Staffel
- Chrono des Nations